# Raccolta di arte contemporanea Alberto della Ragione
La Raccolta di arte contemporanea Alberto della Ragione fu donata al Comune di Firenze nel 1970 dall'ingegnere Alberto della Ragione. Un tempo collocata nel palazzo della Cassa di Risparmio in piazza della Signoria, è stata a lungo non visitabile in attesa di una ricollocazione in una adeguata sede museale delle circa 250 opere presenti. Con la Donazione Rosai e la Donazione Palazzeschi forma il nucleo delle Collezioni del '900 del Comune di Firenze. Nel 2013 la collezione è diventata parte dell'allestimento del Museo Novecento in piazza Santa Maria Novella.

## Storia e descrizione
Ricca di tele dei maggiori artisti italiani del XX secolo, documenta in maniera particolareggiata il periodo fra il 1920 e il 1945 con opere di autori come Mario Sironi, Giorgio Morandi, Giorgio De Chirico, Massimo Campigli, Ottone Rosai (tra cui la serie delle vedute fiorentine), Carlo Carrà, Filippo de Pisis, Felice Casorati, Renato Guttuso, René Paresce.
Accanto alla Raccolta "Della Ragione" è esposta infatti la piccola, pregiata collezione di tele di Filippo de Pisis, donate dal poeta Palazzeschi all'Università di Firenze, che comprende alcune tra le più significative testimonianze del percorso artistico del maestro, e un nucleo notevole di dipinti di Ottone Rosai.
Fra le opere di scultura più significative la Paulette del primo periodo di Lucio Fontana, un Cavallo di Marino Marini, La Pisana di Arturo Martini e alcuni ritratti di Giacomo Manzù.
Dal 2006 la collezione è esposta al Forte Belvedere: con la chiusura nel 2008 dello spazio il museo è chiuso a tempo indeterminato. Nell'estate 2012 una parte della collezione è stata esposta alla Galleria d'arte moderna e contemporanea Lorenzo Viani-GAMC a Viareggio. Nel 2013 la collezione è stata inglobata nel Museo Novecento.